# DS2
Pour les articles homonymes, voir DS2 (homonymie).
Albums de Future
56 Nights
(2015) What a Time to Be Alive
(2015)
Singles
1. Fuck Up Some Commas
Sortie : 3 mars 2015
2. Real Sisters
Sortie : 8 juillet 2015
3. Blow a Bag
Sortie : 10 juillet 2015
4. Where Ya At (feat. Drake)
Sortie : 21 juillet 2015
5. Kno the Meaning
Sortie : 30 juillet 2015
6. Blood on the Money
Sortie : 3 septembre 2015
7. Percocet & Stripper Joint
Sortie : 17 septembre 2015
8. Stick Talk
Sortie : 29 octobre 2015
9. Colossal
Sortie : 12 novembre 2015
10. Rich $ex
Sortie : 19 novembre 2015

Dirty Sprite 2, plus connu sous son abréviation DS2, est le 3e album studio du rappeur américain Future, sorti le 17 juillet 2015.
L'album a atteint la première place du Billboard 200 avec 151 000 exemplaires vendus lors de sa première semaine d'exploitation.
Le 27 mai 2016, l'album est certifié disque de platine. C'est le 1er album solo de Future à être certifié disque de platine.

## Liste des titres
| No  | Titre                         | Auteur                                         | Producteur(s)                          | Durée |
| --- | ----------------------------- | ---------------------------------------------- | -------------------------------------- | ----- |
| 1.  | Thought It Was a Drought      | N. Wilburn, L. Wayne, A. Ritter                | Metro Boomin, Allen Ritter             | 4:25  |
| 2.  | I Serve the Base              | N. Wilburn, L. Wayne                           | Metro Boomin                           | 3:08  |
| 3.  | Where Ya At (featuring Drake) | N. Wilburn, A. Graham, L. Wayne                | Metro Boomin                           | 3:27  |
| 4.  | Groupies                      | N. Wilburn, L. Wayne, J. Luellen, S. Uwaezuoke | Metro Boomin, Sonny Digital, Southside | 3:06  |
| 5.  | Lil One                       | N. Wilburn, L. Wayne, J. Luellen               | Metro Boomin, Southside                | 3:27  |
| 6.  | Stick Talk                    | N. Wilburn, J. Luellen                         | Southside                              | 2:50  |
| 7.  | Freak Hoe                     | N. Wilburn, L. Wayne                           | Metro Boomin                           | 2:54  |
| 8.  | Rotation                      | N. Wilburn, J. Luellen, L. Wayne               | Southside, Metro Boomin                | 2:45  |
| 9.  | Slave Master                  | N. Wilburn, J. Luellen, L. Wayne               | Southside, Metro Boomin                | 3:18  |
| 10. | Blow a Bag                    | N. Wilburn, L.Wayne, S. Uwaezuoke, J. Luellen  | Metro Boomin, Sonny Digital, Southside | 3:19  |
| 11. | Colossal                      | N. Wilburn, X. Dotson                          | Zaytoven                               | 3:04  |
| 12. | Rich $ex                      | N. Wilburn, L. Wayne, J. Luellen, A. Feeney    | Metro Boomin, Frank Dukes, Southside   | 4:00  |
| 13. | Blood on the Money            | N. Wilburn, X. Dotson, L. Wayne                | Cassius Jay, Zaytoven, Metro Boomin    | 4:46  |

| Titres bonus (Deluxe Edition) | Titres bonus (Deluxe Edition) | Titres bonus (Deluxe Edition)   | Titres bonus (Deluxe Edition) | Titres bonus (Deluxe Edition) | Titres bonus (Deluxe Edition) | Titres bonus (Deluxe Edition) | Titres bonus (Deluxe Edition) | Titres bonus (Deluxe Edition) | Titres bonus (Deluxe Edition) |
| No                            | Titre                         | Auteur                          | Producer(s)                   | Durée                         |                               |                               |                               |                               |                               |
| ----------------------------- | ----------------------------- | ------------------------------- | ----------------------------- | ----------------------------- | ----------------------------- | ----------------------------- | ----------------------------- | ----------------------------- | ----------------------------- |
| 14.                           | Trap Niggas                   | N. Wilburn, J. Luellen          | Southside                     | 3:04                          |                               |                               |                               |                               |                               |
| 15.                           | The Percocet & Stripper Joint | N. Wilburn, J. Luellen          | Southside                     | 2:36                          |                               |                               |                               |                               |                               |
| 16.                           | Real Sisters                  | N. Wilburn, X. Dotson           | Zaytoven                      | 2:54                          |                               |                               |                               |                               |                               |
| 17.                           | Kno the Meaning               | N. Wilburn, J. Luellen          | Southside                     | 3:45                          |                               |                               |                               |                               |                               |
| 18.                           | Fuck Up Some Commas           | N. Wilburn, J. Luellen, G. Hill | DJ Spinz, Southside           | 3:57                          |                               |                               |                               |                               |                               |
| 57:24                         |                               |                                 |                               |                               |                               |                               |                               |                               |                               |

## Classement hebdomadaire
| Classements (2015)            | Meilleure position |
| ----------------------------- | ------------------ |
| Belgique (Flandre Ultratop)   | 98                 |
| France (SNEP)                 | 161                |
| Pays-Bas (Mega Album Top 100) | 95                 |
| Suisse (Schweizer Hitparade)  | 85                 |